# Meczet Sułtana Murada
Meczet Sułtana Murada  (maced. Султан-муратова џамија, inna nazwa: Hunkar dżamija od tur. hunkar - sułtański lub sahat dżamija od tur. sahat - zegar) – meczet znajdujący się w Skopju, w Macedonii Północnej.
Meczet Sułtana Murada znajduje się w starej dzielnicy osmańskiej, w sąsiedztwie wieży zegarowej. Został wzniesiony w jednym z najwyżej położonych miejsc w mieście, gdzie poprzednio stał klasztor św. Jerzego - główny klasztor Skopja przed najazdem osmańskim. Budowę meczetu sfinansował sułtan Murad II. Świątynia powstała w 1436 według projektu Huseina z Debaru i była prawdopodobnie pierwszym meczetem w Skopju.
Budynek świątyni został wzniesiony na planie prostokąta. Wnętrze przypomina kształtem trójnawową bazylikę z płaskim dachem. przed wejściem do świątyni znajdują się cztery kolumny, zwieńczone arkadami. Na dziedzińcu świątyni znajduje się fontanna i dwie türbe (grobowce) – w jednym z nich spoczywa rodzina Ali Paszy z Dagestanu.
Klęski żywiołowe, które nawiedzały Skopje w przeszłości nie uczyniły większych szkód świątyni, która zachowała się do dzisiaj w bardzo dobrym stanie.